# 弗林特河
弗林特河（Flint River）是位於美國喬治亞州的一條河流，全長344-英里-long（554-）。弗林特河在佛羅里達州阿巴拉契科拉和查特胡奇河匯合，形成了阿巴拉契科拉河。